# Laohekou
Laohekou (en chino, 老河口; pinyin, Lǎohékǒu (escuchar)ⓘ) es un municipio bajo la administración directa de la Prefectura Xiangyang  en la Provincia de Hubei, República Popular China. Su área es de 1051 km² y su población total para 2010 superó los 470 mil habitantes. 

## Administración
Desde octubre de 2022, el Municipio Laohekou se divide en 10 pueblos que se administran en 2 subdistritos, 7 poblados y 1 villa.

## Toponimia
El topónimo Laohekou [/lao'Jə-kóu/] se compone de los sinogramas Lao (antiguo/nombre propio) He (río) y Kou (boca), lo que daría como resultado 'desembocadura del río Lao / desembocadura de un viejo río'. Generalmente se dice que recibió ese nombre porque está ubicado en la desembocadura del antiguo curso del río Han. En 1902, Xinzhen (新镇) pasó a llamarse oficialmente Laohekou. Sin embargo, la palabra "hekou" (河口) ya había aparecido para referirse a Xinzhen. En base a esto, se puede inferir que el nombre Laohekou fue transmitido oralmente entre la gente hasta que fue reconocido por el gobierno.